# Peptidni hormon
Peptidni hormoi su klasa peptida koji se izlučuju u krvotok i imaju endokrine funkcije kod životinja.
Poput drugih proteina, peptidni hormoni su sintetisani u ćelijama iz aminokiselina na osnovu iRNK šablona. Prekurzori peptidnih hormona (pre-prohormoni) se zatim transformišu u nekoliko stupnjeva, tipično u endoplazmatičnom retikulumu, koji obuhvataju uklanjanje N-terminusne signalna sekvence i opciono glikozilaciju, rezultat čega su prohormoni. Prohormoni se zatim pakuju u za membranu vezane sekretorne vezikule, koje mogu da budu izlučene iz ćelije egzocitozom u responsu na specifične stumuluse, npr. povišenje koncentracije kalcijuma i cAMP u citoplazmi.
Prohormoni često sadrže suvišne aminokiseline, koje su bile neophodne za usmeravanje savijanja hormonskog molekula u njegovu aktivnu konformaciju, ali nakon toga nemaju funkciju. Specifične endopeptidaze u ćeliji odsecaju prohormon neposredno pre njegovog oslobađanja u krvotok, generišući krajnju formu hormona. Zreli peptidni hormoni zatim difuzuju putem krvi do svih ćelija u telu, gde oni interaguju sa specifičnim receptorima na površni njihovih ciljnih ćelija. Neki peptidni/proteinski hormoni (angiotenzin II, osnovni faktor rasta fibroblasta-2, paratiroidnom hormonu-srodan protein) takođe interaguju sa intracelularnim receptorima lociranim u citoplazmi ili jedru putem intrakrinog mehanizma.

## Literatura
- Siddle, K. (1990). Peptide hormone secretion: a practical approach. Oxford: IRL Press at Oxford University Press.  0-19-963073-9.
- Siddle, K. (1990). Peptide hormone secretion: a practical approach. Oxford: IRL Press at Oxford University Press.  0-19-963068-2.[мртва веза]
- Rogol, Alan David; Kraemer, William J. (2005). The endocrine system in sports and exercise. Cambridge, MA: Blackwell Pub.  1-4051-3017-2.